# Lo llevo bien
Lo llevo bien es el nombre de una escultura del artista vasco afincado en Tenerife, Julio Nieto y ubicada en la Plaza de España de Santa Cruz de Tenerife (Islas Canarias). Se trata de una pieza con apariencia de un hombre con forma de árbol que simboliza ―«el optimismo del ser humano, que, pese a todos sus pensamientos, lo lleva bien»―.

## Historia
Se trata de una pieza de acero inoxidable, de cinco metros de altura y 450 kilos de peso, que fue expuesta originalmente de manera provisional en el entorno de la Plaza de España de la capital tinerfeña en 2014, durante una exposición en la calle. Durante la misma, muchos ciudadanos expresaron su deseo de que la escultura permaneciese en la ciudad de manera permanente. De hecho, vecinos de  Santa Cruz comenzaron a recaudar fondos, a través de una plataforma en Facebook, para poder adquirirla y dejarla en la ciudad. El objetivo sin embargo no se alcanzó, y la escultura abandonó Santa Cruz de Tenerife y se trasladó a varias galerías de arte de diferentes ciudades del mundo como Madrid, Barcelona, Baltimore, Miami, Krefeld y Nueva York.
Posteriormente, el hijo del piloto de automovilismo Juan Fernández García, muy vinculado a Tenerife, adquirió la escultura y la donó a la ciudad en memoria de su padre fallecido. La escultura Lo llevo bien fue de nuevo instalada en el centro de la Plaza de España junto al lago artificial de la misma en diciembre de 2021, siendo inaugurada el día 15 del mismo mes. Desde entonces se ha convertido en uno de los iconos más reconocidos del entorno de la Plaza de España y de la misma ciudad de Santa Cruz de Tenerife.

## Simbolismo
La escultura, en forma de árbol humanizado es una reinterpretación contemporánea de la idea del Atlas, pero soportando el mundo de los pensamientos del ser humano, representados estos por las 21 reflexiones ubicadas en las ramas del árbol. En la base de la escultura, están los nombres de los ciudadanos que contribuyeron con sus donaciones a que la obra se quedara en la ciudad. Además también a los pies del monumento hay arena procedente de la erupción volcánica de La Palma de 2021. En palabras del autor de la otra: ―«he llenado la base del árbol de piroclastos creciendo entre la lava y quiere ser un gesto de esperanza y aliento para los palmeros»―.

## Galería

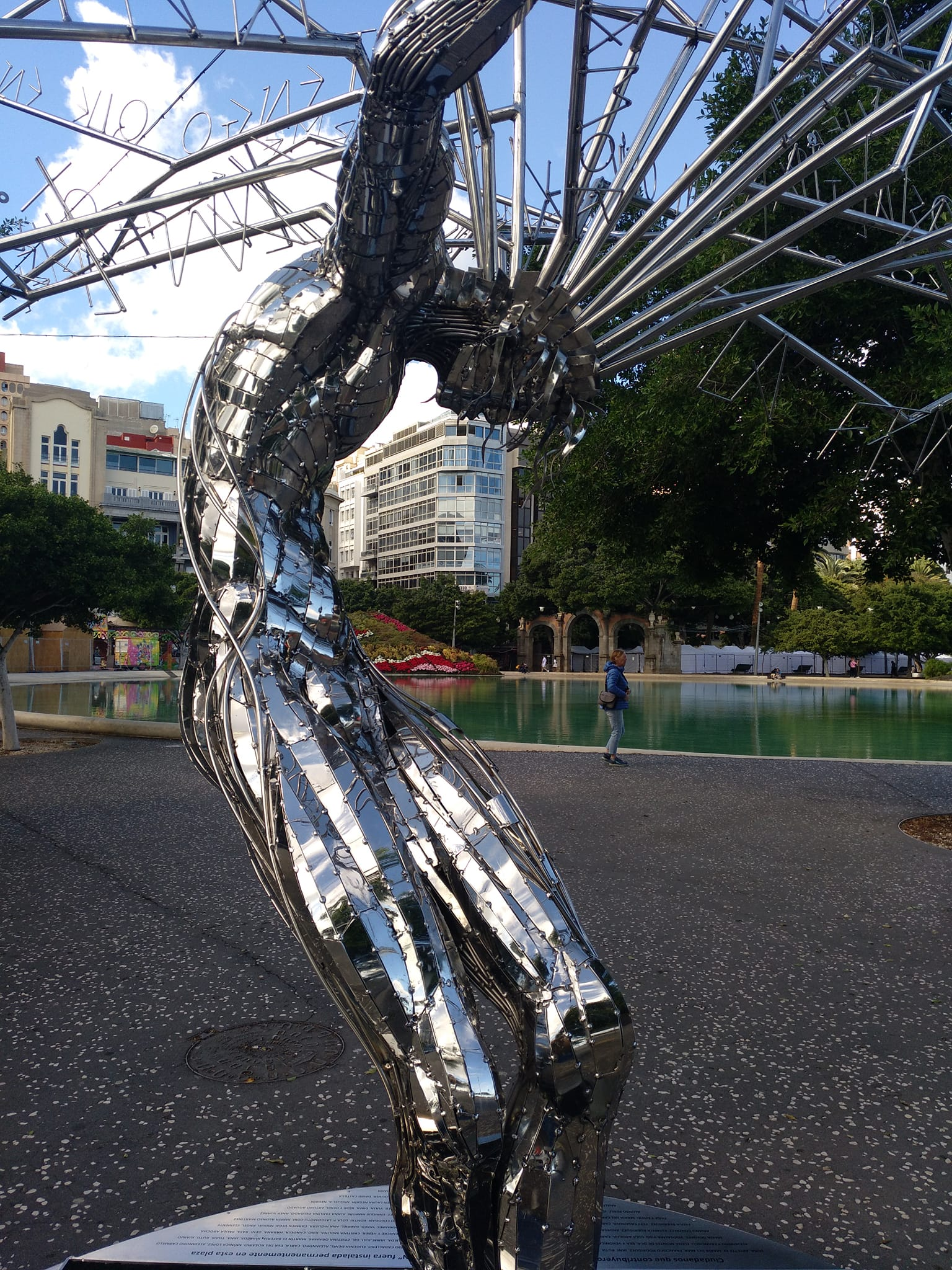
Lateral de la escultura (detalle).
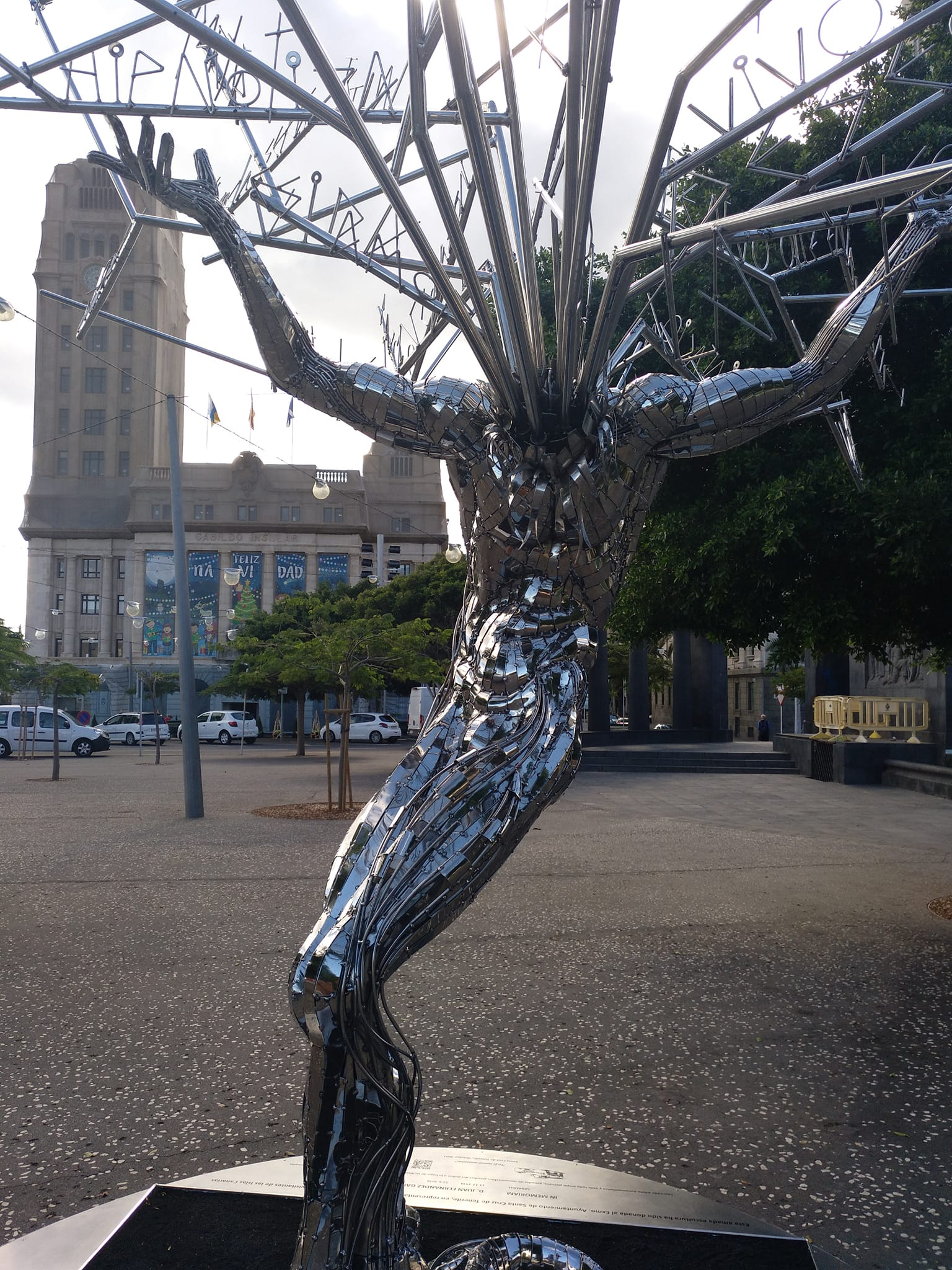
Frontal de la escultura (detalle).